# Paralelo 5 norte
El paralelo 5 Norte es un paralelo que está 5 grados al norte del plano ecuatorial de la Tierra.
Comenzando en el meridiano de Greenwich y tomando la dirección este, el paralelo 5º Norte pasa sucesivamente por:
| País, territorio o mar          | Notas |
| ------------------------------- | --- |
| Océano Atlántico                | Ensenada de Benín |
| Nigeria                         | |
| Camerún                         | |
| República Centroafricana        | |
| República Democrática del Congo | |
| República Centroafricana        | |
| República Democrática del Congo | |
| República Centroafricana        | |
| República Democrática del Congo | |
| Sudán                           | |
| Etiopía                         | |
| Somalia                         | |
| Océano Índico                   | |
| Maldivas                        | Pasa por el Atolón Baa |
| Océano Índico                   | |
| India                           | Isla de Sumatra |
| Estrecho de Malaca              | |
| Malasia                         | |
| Mar de la China Meridional      | |
| Brunéi                          | Isla de Borneo |
| Malasia                         | Sabah, Borneo |
| Filipinas                       | Isla de Bilatan en el Archipiélago Sulu |
| Mar de Celebes                  | |
| Océano Pacífico                 | Pasa entre las islas Sonsorol y Pulo Anna, Palaos · Pasa al sur de los atólones Satawan y Kosrae, Micronesia · Pasa entre el Atolón Namdrik y Atolón Ebon, Islas Marshall · Pasa al norte del atolón Teraina, Kiribati · Pasa al sur de la Isla Cocos, Costa Rica |
| Colombia                        | Pasa por los municipios de Belálcazar, Chinchiná y Palestina (Caldas), Gachancipá (Cundinamarca), Guayatá, Guateque, Somondoco y Sutatenza (Boyacá), Tauramena (Casanare) y Santa Rosalía y el Cerro Buena Vista de Cumaribo (Vichada)                            |
| Venezuela                       | Sur de Isla Ratón (Río Orinoco, Amazonas) |
| Brasil                          | |
| Guyana                          | Incluyendo territorio reclamado por Venezuela |
| Surinam                         | |
| Francia                         | Cerca de Macouria (Guayana Francesa) |
| Océano Atlántico                | |
| Liberia                         | |
| Costa de Marfil                 | |
| Océano Atlántico                | Golfo de Guinea |
| Ghana                           | |
| Océano Atlántico                | Ensenada de Benín |